# Stan Mikita
Stan Mikita (Sokolče, 20 de maio de 1940 – Chicago, 7 de agosto de 2018) foi um eslovaco profissional em hóquei no gelo filiado à organização profissional esportiva National Hockey League, a NHL. 
Nascido em 20 de maio de 1940, na antiga Tchecoslováquia, o icônico jogador de Chicago não se chamava Stan Mikita – seu nome de batismo era Stanislav Gvoth. Mikita atuou como central na franquia de Chicago durante os 22 anos de sua carreira na NHL, conquistando vários prêmios e sendo nomeado ao Hall da Fama do Hóquei em 1983.
Segundo em gols (541; 31º na história da liga) e líder dos Blackhawks em pontos (1.467; 14º), assistências (926) e jogos disputados (1 396; 40º), Stan foi o primeiro jogador da franquia a ter sua camisa imortalizada – de número 21, em 1980, no antigo Chicago Stadium – antiga casa de Bulls e Blackhawks.